# Joseph Marie Terray

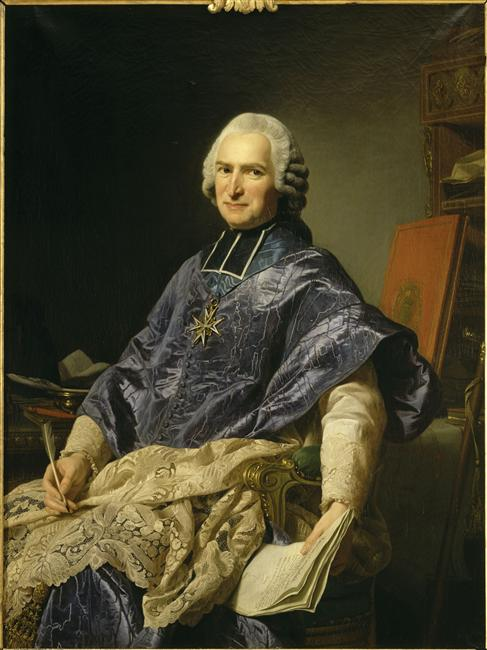
Joseph Marie Terray

Joseph Marie Terray (Abbé Terray; * 1715 in Boën-sur-Lignon; † 1778 in Paris) war Priester und französischer Finanzminister unter Ludwig XV. von Frankreich.

## Leben und Wirken
Der Vater war Jean Antoine Terray (1662–1727), Steuereinnehmer in Lyon, seit 1705 in zweiter Ehe verheiratet mit der Mutter Anne Dumas de Matel (* 1661). Er entstammte einer angesehenen Bürgerfamilie. Sein Onkel François Terray de Rosières war Leibarzt der Herzogin von Orléans, Liselotte von der Pfalz; dieser hatte während der von John Law ausgelösten Spekulationsblase ein Vermögen gemacht. Gemeinsam mit seinem Bruder, dem Finanzrichter Pierre Terray, Vicomte de Rosières (1713–1780), beerbte ihn Joseph Marie Terray. Die beiden Brüder erwarben das Schloss La Motte-Tilly und ließen dort ab 1755 den heutigen Barockbau errichten.
Nach Erhalt der Diakonsweihe begann Terry 1736 als Rat beim Parlement de Paris, spezialisiert auf Finanzangelegenheiten. Unterstützt durch Madame de Pompadour erhielt er ab 1754 Zugang bei Hofe. 1764 wurde er Titularabt der Abtei Molesme, 1774 auch der Abtei Saint-Martin in Troarn, die ihm reiche Einnahmen bescherten. Persönlich war er eher als Libertin denn als frommer Geistlicher bekannt.
Terray, der aufgrund der Förderung durch René-Nicolas-Charles-Augustin de Maupeou, den Kanzler von König Ludwig XV., 1769 zum Finanzminister (Generalkontrolleur der Finanzen) wurde, sah sich einer katastrophalen Lage der Staatsfinanzen gegenüber. Den von König Ludwig XIV. geerbten Staatsbankrott hatte sein Nachfolger trotz mehrerer Versuche (etwa der Gründung der Banque Générale durch John Law) nicht überwinden können, so dass sich das Land als politisch, militärisch und kulturell führende Macht des Kontinents, in einer ständigen Zahlungskrise befand.
Terray wies im Namen des französischen Staates die Zahlungen eines Teils der französischen Staatsschulden zurück. Diese sog. Repudiationen verschafften dem Staat, zusammen mit Neuverhandlungen der von den Steuerpächtern zu zahlenden Pachtbeträge, einen größeren finanziellen Spielraum. Zudem verschaffte er der Staatskasse weitere Einnahmen durch die Steuerung des Getreidehandels. Im politischen Bereich betrieb er 1770 den Sturz von Außenminister Étienne-François de Choiseul, indem er dessen Pläne für einen Krieg gegen Großbritannien als unbezahlbar aufzeigte. Seine Erfolge bei der Steigerung der Staatseinnahmen brachten eine erhebliche Opposition gegen seine Person mit sich. Ludwig XVI. entließ ihn daher unmittelbar nach seinem Amtsantritt.

## Bedeutung
Terray formulierte die These, die ewige Dauer des Staates mache es erforderlich, dass dieser alle 100 Jahre einmal den Staatsbankrott auf alle seine Schulden erkläre, um seine Bilanz wiederherzustellen (s. u. Manes, S. 31). Seine Härte bei der Entschuldung des Staates wurde von Historikern des 19. Jahrhunderts als eine der Ursachen des Ausbruchs der Revolution bezeichnet (s. u. Gomel, S. 30), er selbst als „Mann, dessen Name über die Jahrhunderte mit Fluch und Schande beladen gehen wird; ein Geistlicher von grenzenloser Unsittlichkeit, aber ein großer Arbeiter und ungemein fertiger Redner mit entschiedenem Finanztalent“ (s. u. Niebuhr, S. 134).

## Zitat
„Majestät, ich finde sie – unbezahlbar“ (Auf die Frage des Königs, wie er das Schloss von Versailles und die dortigen Feste finde.)